# Club sportif caennais
Le Club sportif caennais était un club omnisports basé à Caen, fondé en 1899. C'est le premier club omnisports non scolaire de la ville. Il fusionne avec le club Malherbe caennais en 1913 pour donner le stade Malherbe caennais.

## Historique
Le 15 novembre 1899, le Club sportif caennais est fondé et animé par l'avocat caennais Stéphane Hervieu.[réf. nécessaire] Celui-ci avait déjà fondé en 1886 un club de gymnastique, La Jeunesse caennaise.[réf. nécessaire]
Ce nouveau club a pour but « l'enseignement, l'encouragement et la propagation de tous les exercices physiques ». Parmi ses membres, on retrouve Henri Prestavoine, ancien de l'Union athlétique du lycée Malherbe Caen et André de Borniol, maire de Laize-la-Ville.[réf. nécessaire]
Ses premières couleurs sont le blanc et le noir avec écusson rouge et bleu sur lequel sont inscrites les initiales du club. En 1912, le club opte pour le rouge et le bleu.
C'est un club omnisports avec des équipes de football, rugby, athlétisme, course à pied et tennis. Son terrain est situé route de Ouistreham jusqu'en 1912 puis à l'extrémité de la ville sur ce qui devient par la suite le stade de Venoix.[réf. nécessaire]
L'équipe de football a été championne de Basse-Normandie de l'USFSA en 1907, mais a déclaré forfait pour le championnat de France.
Le club fusionne avec le Rugby Club caennais en 1910.
En 1913, le club fusionne avec le Club Malherbe caennais pour donner naissance au Stade Malherbe caennais.

## Palmarès
- Championnat de Basse-Normandie de football de l'USFSA :
  - Champion : 1907